# Ptyoptila matutinella
Ptyoptila matutinella är en fjärilsart som beskrevs av Walker 1864. Ptyoptila matutinella ingår i släktet Ptyoptila och familjen praktmalar, Oecophoridae. Inga underarter finns listade i Catalogue of Life.

## Bildgalleri

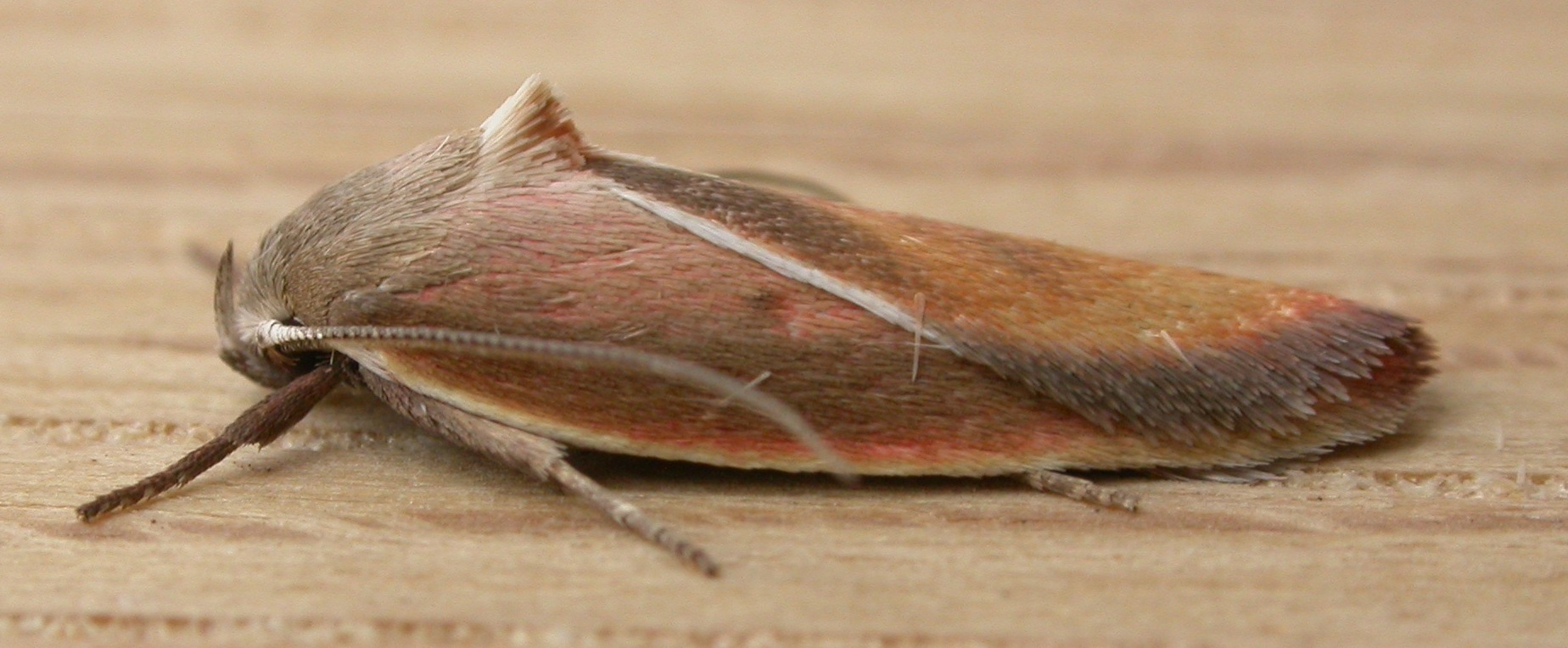
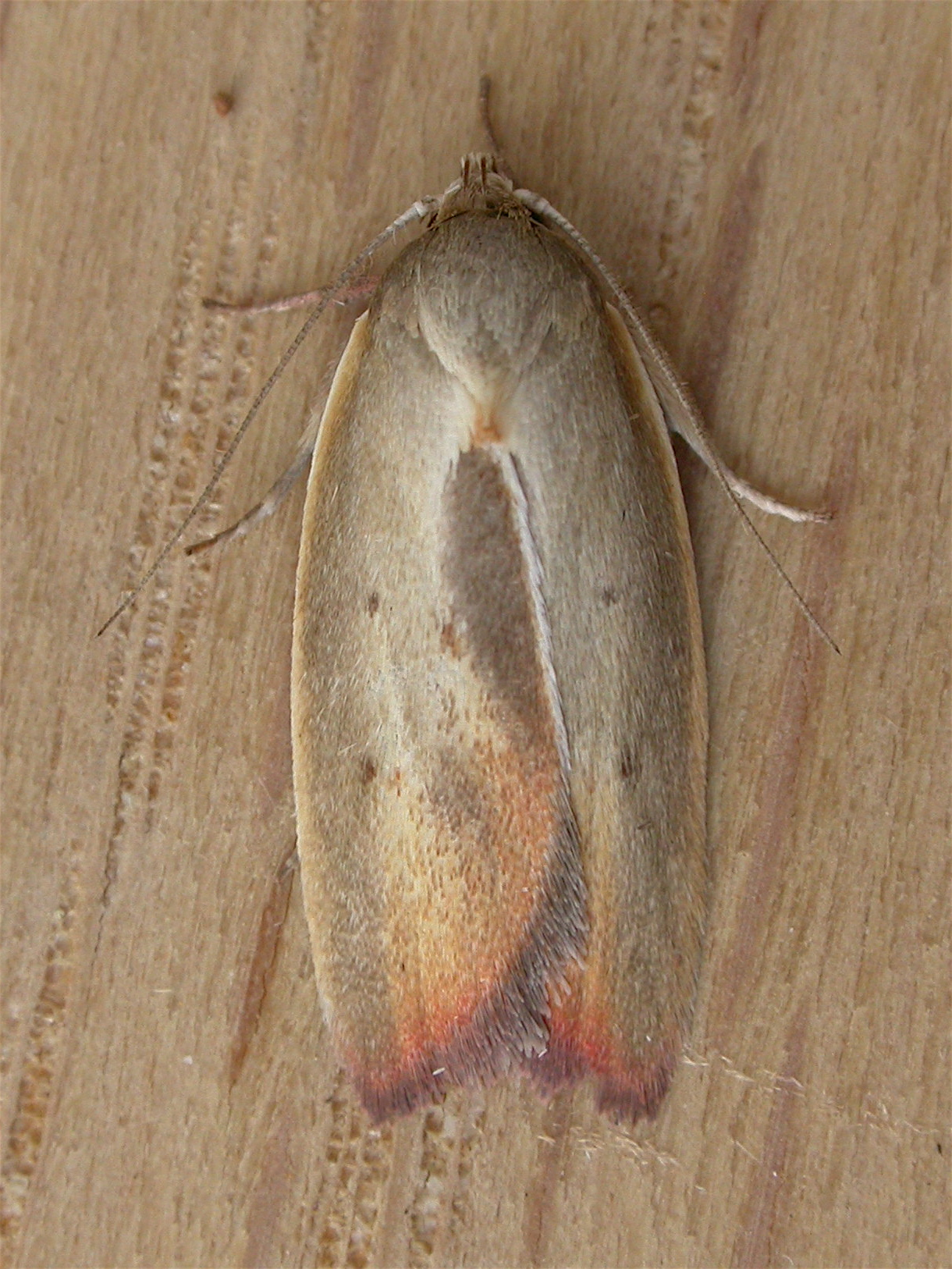